# Sir Peter Ustinov Television Scriptwriting Award
O Sir Peter Ustinov Television Scriptwriting Award (em português: Prêmio de Roteiro de Televisão Sir Peter Ustinov) é um concurso realizado todos os anos pela Fundação da Academia Internacional das Artes e Ciências Televisivas. A competição, destinada a jovens roteiristas não americanos e menores de 30 anos, visa motivá-los a uma carreira promissora e bem sucedida na área.

## Regras
Os candidatos ao prêmio devem elaborar, em inglês, um roteiro de um drama para a televisão, que precisa ter entre 30 minutos a uma hora de duração. Direcionado para iniciantes, o concurso não permite a participação de pessoas que já tenham escrito profissionalmente para emissoras de TV. O vencedor da competição viaja para Nova York e recebe um prêmio de 2,5 mil dólares no International Emmy World Television Festival.

## Vencedores

### Década de 2020
- 2023 – Omar Khan ( Reino Unido) Pocket Man
- 2022 – Gina Song ( Austrália) Miss Underworld
- 2021 – Jack Robson ( Reino Unido) The Corpse that Went to War
- 2020 – Hannah Westall ( Reino Unido) Mind The Gap[3]

### Década de 2010
- 2019 – Violet MacDonald ( Reino Unido) The Wolf
- 2018 – Lexi Savoy ( Canadá) Who Killed Heather McAdams?
- 2017 – Joe Brukner ( Austrália) Judas[4]
- 2016 – C.S. McMullen ( Austrália) Living Metal
- 2015 – Gabriel Bergmoser ( Austrália) Windmills
- 2014 – Caitlin D. Fryers ( Canadá) Fealty
- 2013 – Rosy Deacon ( Reino Unido) Shards
- 2012 – Sophie Petzal ( Reino Unido) Sanctioned
- 2011 – Robert Goldsbrough ( Reino Unido) The Forge
- 2010 – Jason Spencer ( Austrália) Spirits of the Past

### Década de 2000
- 2009 – Claire Tonkin ( Austrália) Me and Mine
- 2008 – Jez Freedman ( Reino Unido) The Storyteller
- 2007 – Felicity Carpenter ( Austrália) Touching People
- 2006 – Nimer Rashed ( Reino Unido) The Great McGinty
- 2005 – John Allison ( Reino Unido) Distant Relatives
- 2004 – Caroline Doherty ( África do Sul) Passion Gap
- 2003 – Jo Kasch ( Austrália) Upstream
- 2002 – Howard Hunt ( Reino Unido) Lie of the Land
- 2001 – Colm Maher ( Irlanda) True Story
- 2000 – Sylke Rene Meyer ( Alemanha) Who is Anna Walentynowicz?

### Década de 1990
- 1999 – Glenn Weller ( Austrália) Beautiful Music
- 1997 – Tatyana Murzakova ( Rússia) Smile of the King